# ساختار شکست محصول
ساختار شکست محصول (انگلیسی: Product breakdown structure) یا PBS ابزاری است در مدیریت پروژه که برای تحلیل، مدرک سازی و ارتباط خروجی‌های پروژه به کار می‌رود و تشکیل دهنده بخشی از روش برنامه‌ریزی محصول محور می‌باشد.